# 科隆比耶山

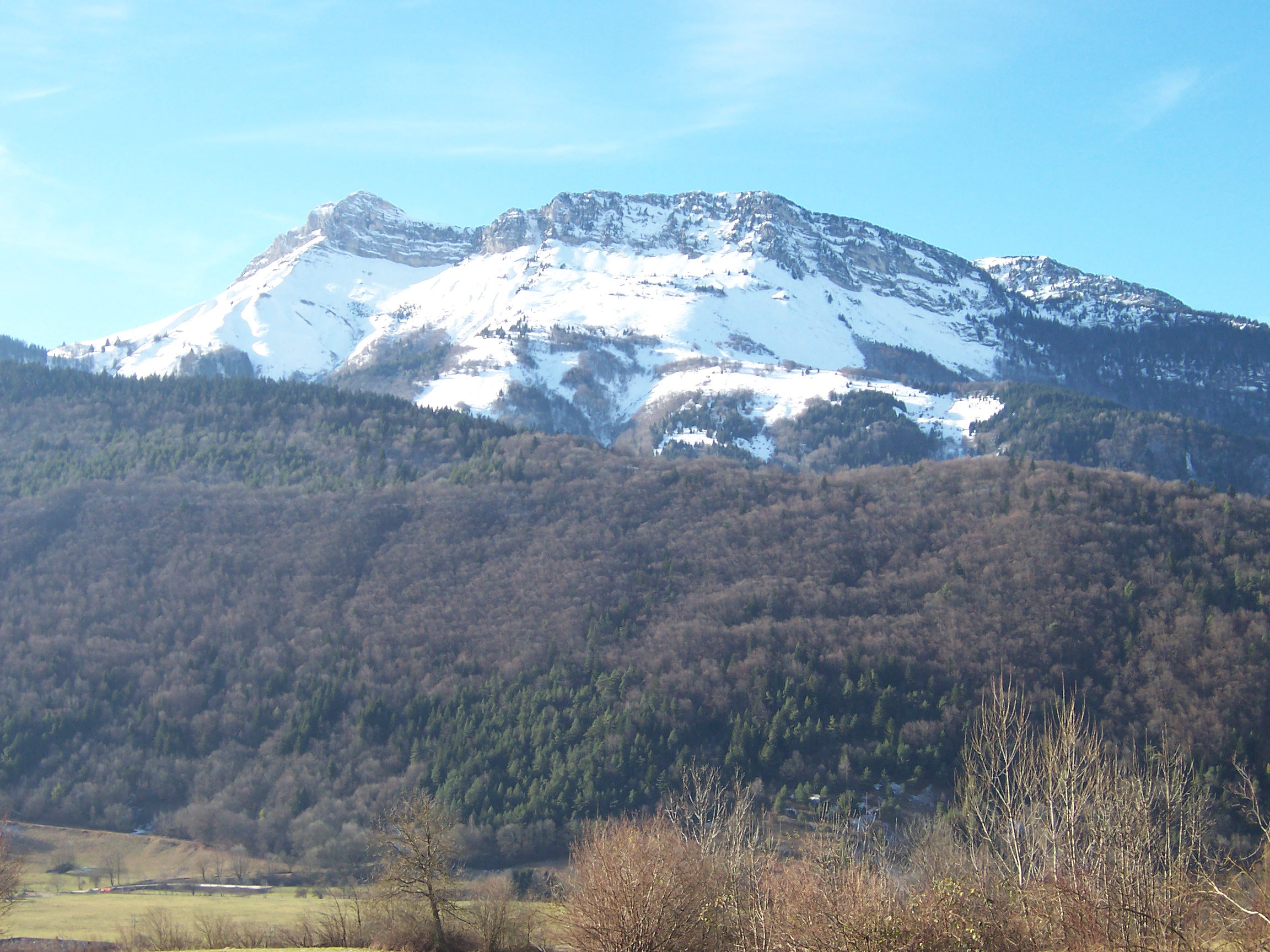

45°38′40″N 06°07′10″E / 45.64444°N 6.11944°E
科隆比耶山（法語：Mont Colombier），是法國的山峰，位於該國東北部，由薩瓦省負責管轄，屬於博日山脈的一部分，海拔高度2,043米，每年平均降雨量1,645毫米。
- . peakbagger.com.   [5 February 2015]. （原始内容存档于2019-12-14）.